# Blåkläder
Blåkläder är ett svenskt konfektionsföretag grundat 1959 med huvudkontor i Svenljunga.
Blåkläder tillverkar yrkeskläder, skor och handskar för olika sorters hantverkare, till exempel målare och snickare.
Blåkläder är ursprungligen ett samlingsbegrepp för arbetskläder i grövre, blått tyg och känt i svenskan sedan 1878.